# Tabanus pusillus
Tabanus pusillus är en tvåvingeart som beskrevs av Macquart 1838. Tabanus pusillus ingår i släktet Tabanus och familjen bromsar. Inga underarter finns listade i Catalogue of Life.